# Оидий
Оидий, оидиум (лат. Oidium) — анаморфный род сумчатых грибов из семейства мучнисторосяных грибов (Erysiphaceae), вызывающий у растений заболевание мучнистую росу (пепелицу, бель).

## Оидий винограда
Мучнистая роса — распространенная болезнь винограда, при которой возбудитель — Uncinula necator (=Oidium tuckeri) — покрывает сверху серым мучнистым налетом органы вегетации виноградного куста. Поражённые оидием листья и соцветия засыхают, а ягоды сначала трескаются, затем усыхают.
Мицелий грибка живёт на поверхности листьев, ягод и молодых веток, запуская внутрь клеток кожицы сосала-гаустории. От распростёртого мицелия поднимаются веточки — гифы, на верхушках которых образуются яйцевидные споры — конидии. Зрелые конидии отпадают, а под ними на конидиеносцах образуются новые. Отпавшие конидии прорастают и дают начало новому мицелию, на котором опять появляются такие же конидиеносцы. Долго иного способа размножения грибка и не знали, но в последнее время (сначала в Северной Америке, а потом и в Европе) нашли, что грибок этот может образовывать (поздней осенью) и так называемые клейстотеции. Это очень маленькие, едва заметные простым глазом шарики, темного цвета, с особыми придатками — ниточками, закрученными на конце спирально или крючком. Клейстотеции содержат 4—8 грушевидных мешочков (асков), а в каждом мешочке находится от 4 до 8, обыкновенно 6 эллиптических спор (аскоспор). Перезимовав, аскопоры прорастают весной подобно конидиям. Наилучшими условиями для развития грибка оидиума является температура 20—30 °C и влажность воздуха 60—85 %. Зимует грибок на листьях и побегах, а иногда и на опавших ягодах.

## Болезни других растений
Другие виды, также являющиеся конидиальной стадией различных мучнисторосяных грибов, вызывают сходные заболевания других растений как диких, так и возделываемых — например, хмеля, яблони, роз, гороха, пшеницы, ржи и других злаков; их также называют, по характерному виду, «мучной росой» или «белью». Среди белого налёта во второй половине лета или осенью образуются маленькие темные клейстотеции, вкрапленные подобно чёрным точкам.

## Методы излечения
Для борьбы с мучнистой росой винограда, равно как и других растений, применяют опрыскивание заболевших растений соединениями железа, цинка, меди (бордоская жидкость) и коллоидной серой, а также более современные фунгициды.

## Иллюстрации

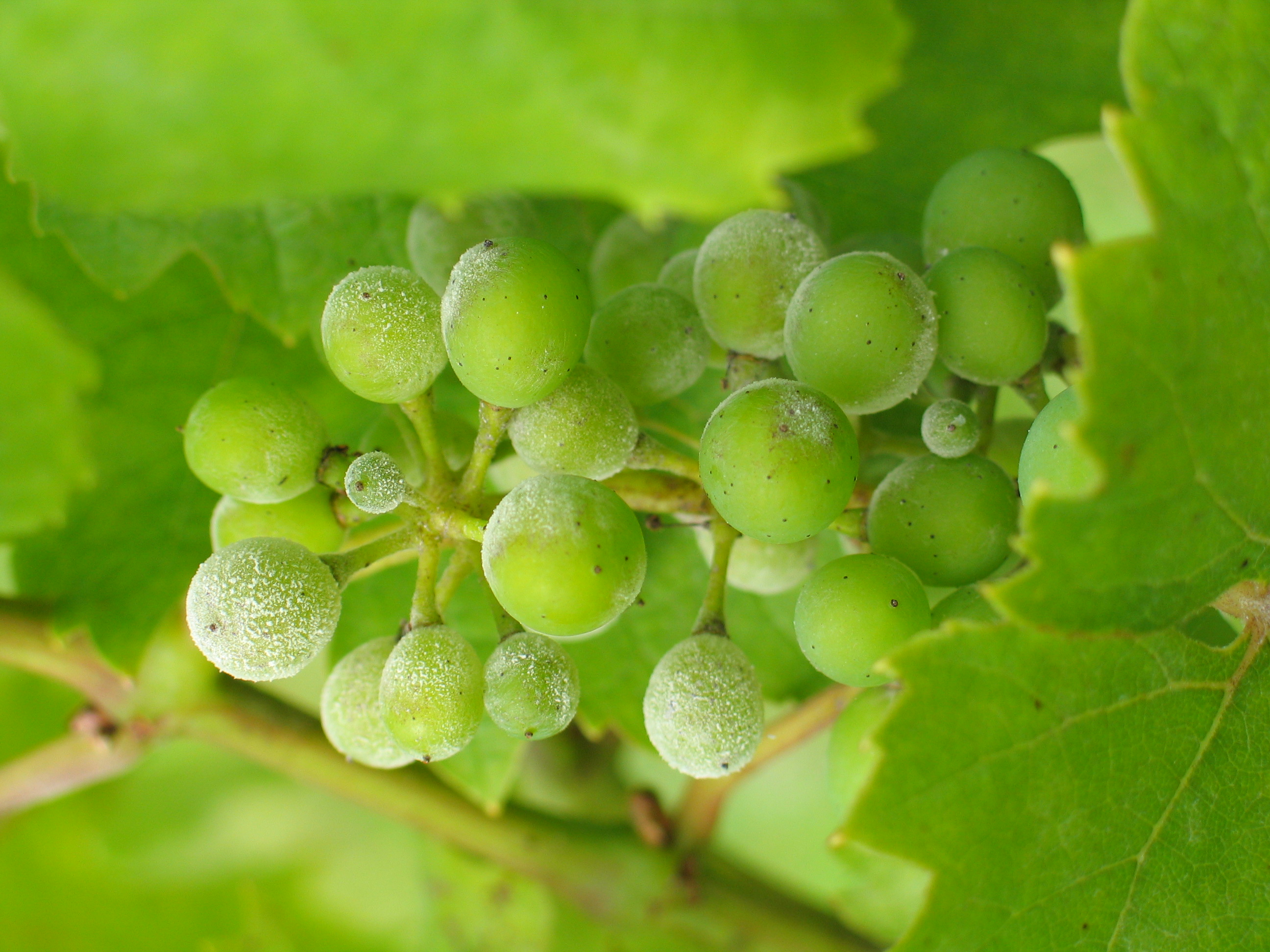
Оидий на плодах винограда
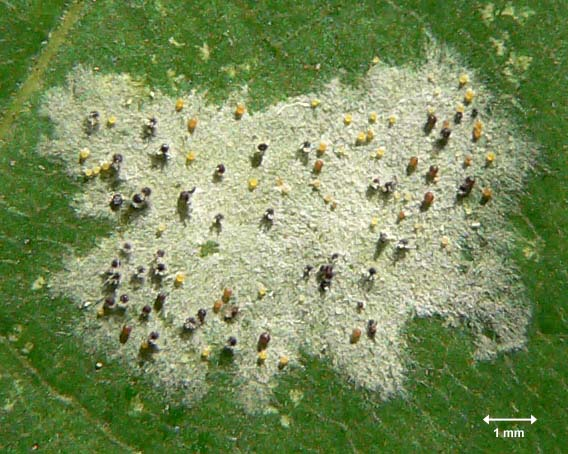
Телеоморфа Sawadaea tulasnei на листьях клёна